# 마치다 고키
마치다 고키(일본어: 町田 浩樹, 1997년 8월 25일 ~ )는 일본의 축구 선수이며, TSG 호펜하임에서 센터백으로 뛰고 있다.

## 구단 경력
그는 2016년 J1리그의 가시마 앤틀러스에 입단했다. 2021년까지 87경기에 출전하여, 8득점을 넣었다. 2022년 루아얄 위니옹 생질루아즈로 이적했다.

## 국가대표팀 경력
그는 2020년 AFC U-23 축구 선수권 대회에 참가할 일본 U-23 국가대표팀에 발탁되었다. 2024년 하계 올림픽에도 1경기에 출전, 4강 진출.
2023년 9월 12일 튀르키예과의 경기에서 일본 국가대표팀에 데뷔했다. 2023년 AFC 아시안컵에도 출전했다.

## 통계
| 일본 | 일본 | 일본 |
| 연도 | 출전 | 득점 |
| ---- | ---- | ---- |
| 2023 | 5    | 0    |
| 2024 | 16   | 0    |